# Jerome Pacman
Jérôme Pacman est un DJ, compositeur et producteur de musique électronique. Il fait partie des pionniers du genre en France,,,.

## Biographie

### Débuts
Adolescent, il suit l'émergence du mouvement Hip-hop des années 1980, puis découvre quelques années plus tard la House music en vacances à Ibiza et la ramène dans ses valises,,. Très vite, il accumule des vinyles spécialisés de genre House, Acid house, Ambient et Techno et devient Dj au début des années 1990.
Il commence à jouer dans les After hours puis se produit rapidement et principalement dans les rave parties françaises qui ont lieu les weekends en région parisienne,.
Ses performances aux soirées dites Mozinor (en référence au Bâtiment industriel Mozinor) évoluaient pendant des heures et se terminaient aux alentours de midi. Ces soirées qui étaient organisées par un ancien journaliste à L'Express sont aujourd'hui évoquées sur un ton dithyrambique. Elles semblent avoir marqué une génération.
En 1992, il participe à la première  rave « officielle » promotionnée par le journal Libération aux côtés de Laurent Garnier, Erik Rug , ainsi que du groupe anglais LFO, réputé Outre-Manche.

### Reconnaissance
Parallèlement à ses prestations hebdomadaires,,, il compose, produit et sort ses premiers morceaux avec pour seul instrument un échantilloneur Akai S950. sur le label indépendant Omnisonus racheté quelques années plus tard par BMG Entertainment.
Il réalise la première sortie française d'une série de CD mixés et élaborés par des Djs, et commence sa carrière internationale par une prestation au club E-Werk à Berlin en 1993.
Il est par la suite invité, en décembre de cette même année, à se produire pour le final du Mayday et depuis enchainera les festivals  Mystery Land, United Frequencies of Music, Francofolies.

### Face à la controverse
En 1994, il s'entretient avec Jean Ristat pour la revue Digraphe qui consacre un numéro entier à la Techno. C'est la première approche sérieuse qui ira de facto à l'encontre de la diabolisation médiatique ambiante et des directives gouvernementales répressives vis-à-vis du phénomène Rave et Techno à cette époque en France.
En 1998, Il est auditionné pour le rapport de la Commission Nationale des Musiques Actuelles à Catherine Trautmann qui vise, entre autres, à considérer les djs comme artistes à part entière,.
Cette même année, il participe aux deux grands rassemblements Techno français  Metropole Techno à Bercy produit par M6, et Magic Garden au Zénith de Paris, (cette dernière faisant suite à la Techno Parade) qui, de par leur ampleur, mettront indirectement un point d'honneur envers la répression que subi le mouvement.

### Retour à la «House»
Après les grands rassemblements, l'heure est à la réconciliation et à l'intimité. En 1998, Il sort en collaboration avec l'agence événementielle et éditrice Magic Garden  deux compilations mixées au nom évocateur: Jérome Pacman's House Café ,. En 2002, sortira cette fois un double CD mixé: Jérome Pacman's family . C'est une période marquée par le retour des soirées en clubs portées par une nouvelle génération de producteurs français, que la presse musicale anglaise  nomme French touch, la référence avant-gardiste du genre est le premier album du groupe Daft Punk. Aujourd'hui, l'expression tend à désigner l'ensemble de la production électronique française de genre House.

### De la musique et des mots
Il participe sur France Inter dans l'émission Électron libre produite par Didier Varrod, et plus récemment sur Radio Nova et France Culture.
Bien que se revendiquant plutôt de culture underground, son influence dans l'évolution de la musique électronique depuis le moment où il a fallu tout construire est considérable[non neutre],,,.

## Discographie sélective

### Singles & EP
- 1993 : China shika
- 1994 : Pakos Project

- 1994 : Samples & Language
- 1996 : Sexuel Mouvement aka Mouvement Perpétuel. (Réédité en 2021)
- 1997 : Awareness
- 1998 : Braz'iu
- 2004 : Hot Flashes
- 2009 : Close to the edge aka OTP - (Jérome Pacman & David K)
- 2012 : Courtoisie
- 2015 : Merry Go Round EP
- 2015 : Wisdom EP

### Remixes
- 1995 : Culture Progress - Young
- 1995:  Culture Progress vol 2 - Subordinate
- 1999 : Ekova - Helas & Reason
- 2001 : Ginkgo - Strawberry Split
- 2005 : Shonky - Let Me Ask U
- 2014 : Kamasutra Lovers - Bolivian Bump

### Dj mixes
- 1993 : Rave Master Mixers
- 1994 : Techno Rave Masters
- 1997 : Distance To House
- 1998 : Jérôme Pacman's House Café
- 2000 : Jérôme Pacman's House Café Vol. 2
- 2003 : Jérôme Pacman's Family

## Filmographie
- 2001: Pourquoi t'as fait ça? . Court métrage de Jean-Marc Minéo, avec Samuel Le Bihan[41].